# 오스촌 (시즈오카현)
오스촌(일본어: 大洲村)은 일본 시즈오카현의 중부, 시다군에 속했던 촌이다. 현재의 후지에다시 남부에 해당한다.

## 역사
- 1889년 4월 1일 - 정촌제 시행에 의해 시다군 오스촌이 성립하였다.
- 1954년 3월 31일 - 오지마정, 후지에다정,, 다카쓰촌, 하나시촌, 하나시촌과 합병해, 후지에다시가 성립하여, 동일 오스촌은 폐지되었다.

## 교통

### 철도
현재는 도카이도 신칸센이 구촌 지역을 통과하고 있지만, 당시에는 미개통 상태였다.

### 도로
- 다누마 가도

현재는 도메이 고속도로가 구촌 지역을 통과하고 있으며, 야이즈시 (본촌이 존재하던 당시에는 아이카와촌)과의 경계선에 오이가와 버스정류장이 있지만, 당시에는 미개통 상태였다.

## 참고 문헌
- 가도카와 일본 지명 대사전 22 静岡県